# Jobbágy Károly (költő)

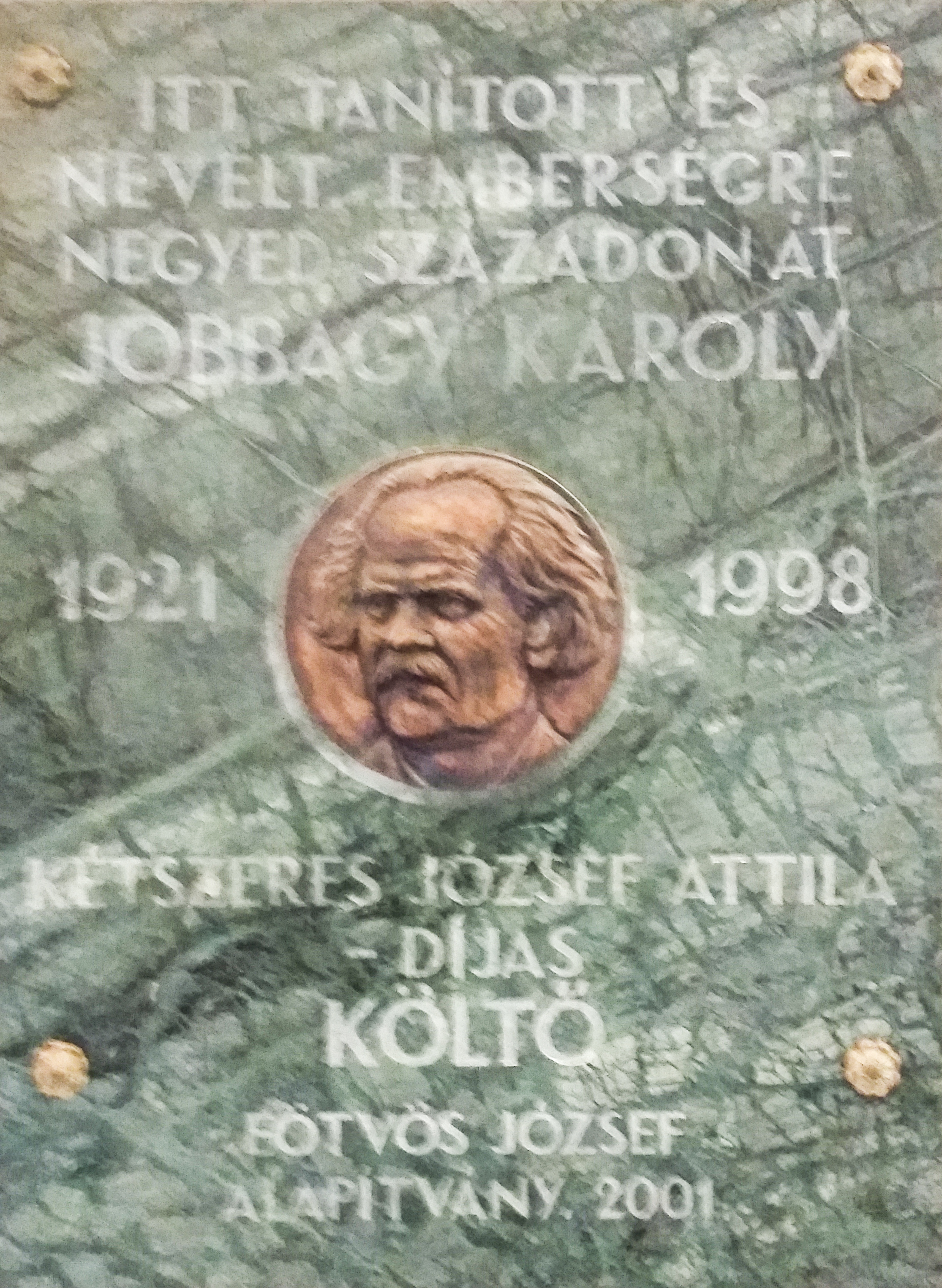
Emléktáblája az Eötvös József Gimnáziumban

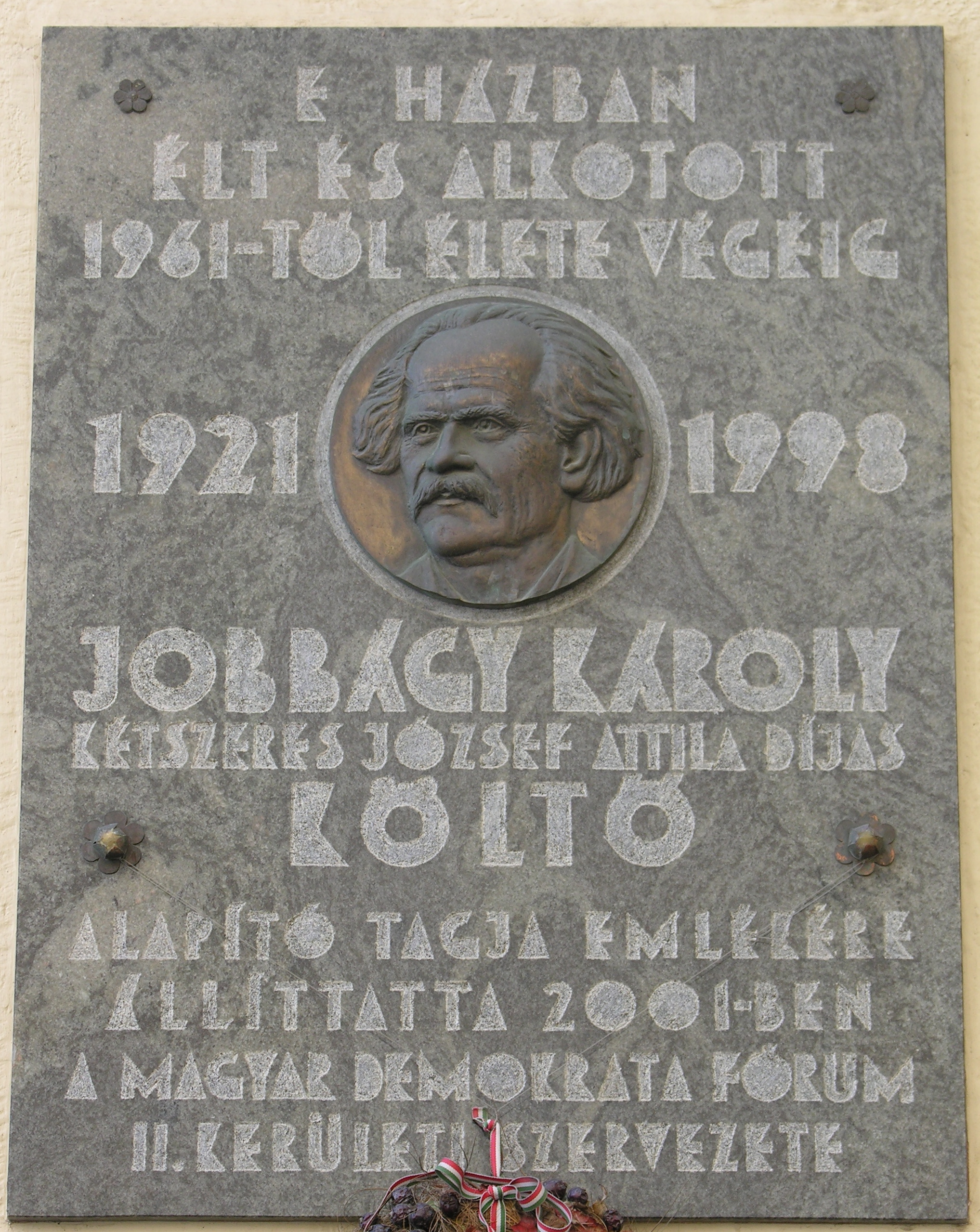
Emléktáblája egykori lakhelyén, a Kavics utca 2/a szám alatt

Jobbágy Károly, született Jancsovits, (Balassagyarmat, 1921. május 27. – Budapest, 1998. január 16.) kétszeres József Attila-díjas (1954, 1963) magyar költő, műfordító, a „könyvtáros tanár”.

## Élete
Középosztálybeli családban született, apja művezető volt egy cukrászműhelyben. 17 éves korától (1938) kezdve részt vett a Magyarországi Szociáldemokrata Párt munkájában. 18 éves korától jelentek meg szocialista eszmeiségű versei a Népszavában, valamint a Híd és a Kelet Népe folyóiratokban. 22 évesen (1943) behívták katonának, a háború utolsó napjaiban szovjet hadifogságba esett és 3 évet Szibériában töltött. A hadifogságról írt versei miatt 1947 szeptemberében a magyar határról visszaszállították a Szovjetunióba és bebörtönözték.
1948-ban kiszabadult, elvégezte az ELTE magyar-orosz, később a műfordítói szakát, azután a Budapesti Műszaki Egyetemen dolgozott. 1955-ben jelent meg első önálló verseskötete, a Feltámadás Ettől kezdve fő témája a szocialista közösségi elkötelezettség, a közéletiség. Nem titkolta „világmegváltó” lelkesedését, azt a meggyőződését, hogy a költészet, a művészet erejével változtatni lehet a társadalmon. Sokáig hitt abban, hogy nagyszerű korban él, azonban 1955 végétől–1956 elejétől kezdve költészetébe kétely is vegyült, és aztán örömmel üdvözölte az 1956-os forradalmat.
A forradalomról írt versei (elsősorban a Tigrisek lázadása című, gépiratban szamizdatként terjesztett gyűjtemény) miatt a belügyi szervek megfigyelése alá került, akik részint zsarolással, részint ígéretekkel megpróbálták az ekkor már ismert költőt beszervezni. Jobbágy azonban sikeresen elhárította ezt a kísérletet.
Ezek után gimnáziumi tanárként dolgozott nyugdíjazásáig, előbb a Könyves Kálmán Gimnáziumban (1957–1959), majd az V. kerületi Eötvös József Gimnáziumban tanított orosz nyelvet. 1962-től számos kötete jelent meg. 1963-ban újra megkapta a József Attila-díjat.
Költészetében a társadalmi kérdésekkel foglalkozó, az emberi hibákat ostorozó versek mellett nagy szenvedéllyel foglalkozott a szerelemmel, sőt a korban némileg szokatlan módon a nemiséggel is. A szexualitást központi emberi értéknek vallotta verseiben. Versei helyenként népdalszerű formákat, másutt bonyolult költészeti alakzatokat öltenek zaklatott, túlfűtött érzelmei kifejezésére. Emellett szívesen foglalkozott verseiben úti élményeivel is, az Urál, a tenger, a moszkvai metró, Krakkó régi városrésze, a mongóliai puszták mind témái voltak. 
A társadalmi fejlődés kérdései, az ember nevelhetősége, a tudás hatalma későbbi köteteiben is foglalkoztatták, de versei között több lett a magánéleti, intim hangulatú, az idő múlásának fájdalmát is érzékeltető mű.
1998-ban súlyos betegségben hunyt el.

## Önálló kötetei
- Feltámadás. Bp., Szépirodalmi Könyvkiadó, 1955
- Hajnali viadal. Bp., Magvető, 1956
- Hó és nap. Bp., Magvető Kiadó, 1962
- Hó és nap. Bp., Magvető Kiadó (második kiadás). 1963
- Háló nélkül. Bp., Magvető Kiadó, 1965
- Éjszakai vetítés (válogatott versek). Bp., Szépirodalmi Könyvkiadó, 1967
- Papírszárnyak. Bp., Szépirodalmi Könyvkiadó, 1970
- Szentendrei búcsú. Bp., Szépirodalmi Könyvkiadó, 1978
- Líra négy keréken. Versciklus egy öreg gépkocsiról; ill. Bányai István; Móra, Budapest, 1979
- Vesszőfutás (hadifogságban írt versek), saját kiadás, 1990
- Tigrisek lázadása; Interax, fakszimile, 1993[2]
- Amerika poétaszárnyon. Útinapló; Ipoly, Balassagyarmat, 1996
- Az elhagyott repülőtér. Válogatott írások; szerk. Jobbágyné András Katalin; N. J. Pro Homine, Budapest-Újpest, 1999 ("Könyves"-könyvek)
- Válogatott versek; Ipoly, Balassagyarmat, 2000
- Tigrisek lázadása; hasonmás kiad.; Jobbágy Károly Alapítvány, Balassagyarmat, 2003[3]
- Mondják, a himnuszt énekelték...; szerk. Jobbágy Ilona; Jobbágy Károly Alapítvány–Emlékhely '56 Alapítvány, Budapest, 2006
- Kiáltás az urali erdőből. Verses napló a fogságból, 1945–1948; szerk. Jobbágyné András Katalin; Tripartitum Könyvek, Dunaharaszti, 2017